# 石田秀範
石田 秀範（いしだ ひでのり、1962年10月14日 - ）は、日本のテレビドラマ・映画の監督・演出家。富山県出身、血液型はAB型。横浜放送映画専門学院（現・日本映画大学）卒業。既婚者。

## 来歴
専門学校を卒業した後、東映テレビプロダクションの現場に参加し、『宇宙刑事ギャバン』（1982年）の最終三部作（田中秀夫監督組）より東映特撮作品の現場に携わるようになる。それ以降、同作品に端を発したメタルヒーローシリーズや仮面ライダーシリーズなど、ADKが制作に関与した作品に、演出部として多数参加する。このうち、平成仮面ライダーシリーズでは4作品でパイロット演出も手がけている。一方、同シリーズの主要演出陣では珍しく、スーパー戦隊シリーズに監督としての参加経験は無い。
『時空戦士スピルバン』の終盤から『機動刑事ジバン』までは、チーフとセカンドの助監督を担当した。『特警ウインスペクター』（1990年）にてチーフ助監督に昇進し、翌年放送の『特救指令ソルブレイン』第19話「亀ちゃんと探偵娘」にて、28歳で監督デビューを果たす。これは当時の東映特撮作品史上、最年少での監督デビューだった。『ビーファイターカブト』（1996年）第1話・第2話の助監督を務めた後に第5話より正式に監督ローテーション入りし、『仮面ライダークウガ』（2000年）にて初のメイン監督を担当した。『仮面ライダードライブ』（2014年）終了後はテレビシリーズの演出からは離れ、『仮面ライダーアマゾンズ』（2016年）をはじめとするネットムービーやオリジナルビデオ、映画を中心に、引き続き同シリーズ関連の作品の演出に携わった。
2019年6月以降は活動拠点を大分県に移す一方、同年末には『仮面ライダーゼロワン』の演出として仮面ライダーシリーズに5年ぶりの参加を果たした。拠点を移した理由に関しては、当初は映像業界から退くつもりだったと語っており、現在は撮影の依頼が来た際に大分と東京を行き来しているセミリタイヤ状態であると後に自身のインタビューで語っている。

## 作風
非常にエキセントリックで独創的な演出（極端に画面の色を変える、それまで流れていたBGMやSEを突然消す、シリアスな話の最中に登場人物の頭上へ突如スポットライトを下ろす、など）を用いる。『仮面ライダー龍騎』で登場人物にメイド服や給仕服を着せてダンスを踊らせたり、『仮面ライダー剣』のオープニングをミュージック・ビデオ調に仕上げたりと、音楽を中心に置いたミュージカル風味の演出を用いる。『仮面ライダー555』の「てれびくんハイパーバトルビデオ」や『仮面ライダー響鬼』第1話では、「風味」にとどまらないストレートなミュージカル演出も行っている。

## 人物・エピソード
- 『テツワン探偵ロボタック』『燃えろ!!ロボコン』では、本名の石田秀範名義ではなく「ヒデ・I」名義で活動していた。
- 『仮面ライダークウガ』が初のメイン監督作品だが、実はこれは予定外の事態で、当初は別の監督がパイロットを撮り、石田は第3話・第4話を撮る予定であった。しかしその監督が降板したため、急遽パイロットを任されることになったという。
- 『クウガ』のパイロット組の撮影では撮影中に倒れてしまい、チーフ助監督の鈴村展弘が演出を代行した箇所もあるという。
- 『仮面ライダー鎧武/ガイム』に出演した波岡一喜から「一般のドラマは撮らないのか」と問われた際、仮面ライダーシリーズで若い俳優たちを撮ることへのこだわりを語ったという[5]。
- 台本打ち合わせでは自身の意見や要望を言うことは少ない[6]。脚本家の三条陸は「口を出さないのではなく、大事なことしか言わないタイプ」と評しているが[7]、当の石田本人は台本の完成後に撮影準備を始めてからアイデアが出てくるので台本段階では意見を言わないのだとしている[8]。
- 演技指導
  - 石田の演技指導は、『劇場版 仮面ライダー剣 MISSING ACE』のメイキング映像でも見られる。
  - 「出来る役者には優しい」という見解もある[9]。『鎧武』に出演した佐野岳はアフレコを、小林豊はアクションをそれぞれ石田に最初に褒められたことがその後の自信につながったと述べている[10]。
  - スーツアクターの高岩成二は、顔出しで出演した『ビーファイターカブト』では石田の厳しい指導で心を折られたが、厳しいけれど面白くやりがいがあると述べている[11]。平成仮面ライダーシリーズに入ってからも無理な要求は多いが、それを昇華しOKをもらうことで高岩自身の引き出しにもなっているという[11]。スーツアクターの押川善文も、具体的な要求なくテストを繰り返すなど厳しい指導を受けたが、良いものが撮れたときの石田の笑顔がやみつきになり、またその笑顔を引き出そうと励んだことを証言している[12]。
  - 『アギト』の撮影中、要潤の出演シーンのリハーサルを重ねるが石田の納得のいく芝居にならず、そのシーンを容赦なく欠番にしてしまう。要はこのことに非常にショックを受けて落ち込んだが、それ以降は台本を読み込んで自分なりにプランを考えて芝居をするようになったという。その後、要は石田組の撮影中にあるシーンで一応OKとなったものの、自分で芝居に納得がいかず撮り直しを志願。撮り直した芝居に石田は会心のOKを出し、撮影後に要の肩を叩いて無言で頷いて去って行ったという[13]。
  - 『アギト』の18・19話の撮影で、台本上に山崎潤演じる北條透の泣き芝居があったが、石田は山崎に「絶対泣くなよ」と命じる。しかし該当シーンの撮影中、山崎は感極まって思わず涙を流してしまうが、石田から文句無しのOKとなったという。またこの撮影時に電車の音が入ってしまい、音声から撮り直しを求められるが、どうしてもこのテイクを使いたかった石田は、電車の音を誤魔化す為に電車のインサートを挿入した[14]。
  - 『555』では役者デビュー当時の綾野剛に対し、初シーンで23テイクにわたる撮り直しを命じた。それまで演技の仕事をナメていたが、このことがきっかけとなって役者として生きていくと決心した綾野は、その後もインタビューなどで恩人として石田の名を挙げており[15]、後年の『フランケンシュタインの恋』に主演した際のインタビューでも『555』当時の件を挙げ、石田に同作を観てほしいと述べている[16]。
  - 『仮面ライダーカブト』に出演していた水嶋ヒロは「石田監督は親父のような存在」だと慕っており[17]、石田も撮影終了後のインタビューなどでたびたび水嶋を褒めている[要出典]。
  - 『鎧武』に出演した白又敦は石田の指導スタイルについて、基本的に俳優自身に考えさせるがダメ出しの中にヒントを入れていたと述べており[18]、青木玄徳も石田の指導について「厳しさの中に愛情を感じる」と述べている[19]。同じく『鎧武』に出演した松田凌は、積極的な意見は受け入れてくれると証言している[20]。
  - 『仮面ライダードライブ』に出演していた竹内涼真は、「『死んだ魚の目をしてる』『芝居がつまらない』などのダメ出しで育ててくれた」と述べている[21]。

## 作品

### テレビドラマ
太字はパイロット作品。
- メタルヒーローシリーズ
  - 特救指令ソルブレイン（1991年 - 1992年）[注釈 1]
  - 特捜エクシードラフト（1992年 - 1993年）[注釈 1]
  - 特捜ロボ ジャンパーソン（1993年 - 1994年）[注釈 1]
  - ブルースワット（1994年 - 1995年）[注釈 1]
  - 重甲ビーファイター（1995年 - 1996年）[注釈 1]
  - ビーファイターカブト（1996年 - 1997年）[注釈 1][注釈 2]
  - ビーロボカブタック（1997年 - 1998年）[注釈 3]
  - テツワン探偵ロボタック（1998年 - 1999年）[注釈 4][注釈 3][注釈 2]
- 燃えろ!!ロボコン（1999年 - 2000年）[注釈 4]
- 仮面ライダーシリーズ
  - 仮面ライダークウガ（2000年 - 2001年）[注釈 3][注釈 2]
  - 仮面ライダーアギト（2001年 - 2002年）
  - 仮面ライダー龍騎（2002年 - 2003年）[注釈 3][注釈 2]
  - 仮面ライダー555（2003年 - 2004年）
  - 仮面ライダー剣（2004年 - 2005年）
  - 仮面ライダー響鬼（2005年 - 2006年）[注釈 3]
  - 仮面ライダーカブト（2006年 - 2007年）[注釈 2]
  - 仮面ライダー電王（2007年 - 2008年）[注釈 3]
  - 仮面ライダーキバ（2008年 - 2009年）[注釈 3][注釈 2]
  - 仮面ライダーディケイド（2009年）[注釈 3][注釈 2]
  - 仮面ライダーW（2009年 - 2010年）[注釈 3][注釈 2]
  - 仮面ライダーオーズ/OOO（2010年 - 2011年）
  - 仮面ライダーフォーゼ（2011年 - 2012年）[注釈 3]
  - 仮面ライダーウィザード（2012年 - 2013年）[注釈 2]
  - 仮面ライダー鎧武/ガイム（2013年 - 2014年）[注釈 3][注釈 2]
  - 仮面ライダードライブ（2014年 - 2015年）　
  - 仮面ライダーゼロワン（2019年 - 2020年）
  - 仮面ライダーセイバー（2020年 - 2021年）[注釈 3][注釈 2]
  - 仮面ライダーリバイス（2021年 - 2022年）

### 映画
- 仮面ライダーシリーズ
  - 劇場版 仮面ライダー剣 MISSING ACE（2004年）
  - 劇場版 仮面ライダーカブト GOD SPEED LOVE（2006年）
  - 劇場版 仮面ライダーアマゾンズ Season1 覚醒（2018年）[22]　※後述のAmazon プライム・ビデオ作品の劇場用総集編
  - 劇場版 仮面ライダーアマゾンズ Season2 輪廻（2018年）[23]　※後述のAmazon プライム・ビデオ作品の劇場用総集編
  - 仮面ライダーアマゾンズ THE MOVIE 最後ノ審判（2018年）
- シージェッター海斗 特別編（2013年）
- GOZEN -純恋の剣-（2019年）
- がんばれいわ!!ロボコン ウララ〜!恋する汁なしタンタンメン!!の巻（2020年）[24][25]

### オリジナルビデオ
- 小学館特製ビデオ テツワン探偵ロボタック ワンダービデオ ジシャックチェンジまるわかり（1998年）[注釈 4]
- 仮面ライダー555 てれびくんハイパーバトルビデオ（2003年）
- 仮面ライダーゴースト 一休眼魂争奪!とんち勝負（バトル）!!（2015年）
- てれびくん超バトルDVD 仮面ライダーゴースト 一休入魂!めざめよ!オレのとんち力!!（2016年）
- ドライブサーガ（2016年）
  - 仮面ライダーチェイサー
  - 仮面ライダーマッハ/仮面ライダーハート
- てれびくん超バトルDVD 仮面ライダーセイバー 集え！ヒーロー!!爆誕ドラゴンてれびくん（2021年）

### ネット
- ネット版 仮面ライダーオーズ ALL STARS 21の主役とコアメダル（2011年）
- 仮面ライダーゴースト 伝説!ライダーの魂!!（2016年）
- 仮面ライダーアマゾンズ ※Amazonプライム・ビデオ
  - season1（2016年） 6本担当[注釈 3][注釈 5][注釈 2]
  - season2（2017年） 6本担当[注釈 5]

### その他
- カブタックの交通安全（1997年）